# Bioresonanztherapie
Die Bioresonanztherapie, abgekürzt BRT, alternative Bezeichnungen sind Mora-Therapie, biophysikalische Informationstherapie oder Multiresonanztherapie, ist eine wissenschaftlich nicht belegte, alternativmedizinische Methode, die zur Behandlung diverser Krankheiten dienen soll. Darunter fallen auch Krankheitsbilder, die in der evidenzbasierten Medizin unbekannt sind und im Widerspruch zu grundlegenden Erkenntnissen über die menschliche Physiologie stehen (vgl. „Zuckerallergie“).
Die Bioresonanztherapie gehört daher nicht zum Methodenspektrum der wissenschaftlichen Medizin. Einen Nachweis für eine Wirksamkeit, die über Placeboeffekte hinausginge, gibt es nicht. Die Bioresonanztherapie hat nichts mit Biofeedback oder mit der bioenergetischen Analyse zu tun, die sich aus der Psychoanalyse entwickelt hat.

## Herkunft
Die Bioresonanzverfahren leiten sich von der 1920 in den USA von Albert Abrams entwickelten Radionik ab, der durch die American Medical Association dafür als “the dean of twentieth century charlatans” (deutsch: „Dekan der Quacksalber des 20. Jahrhunderts“) bezeichnet wurde. Die Verfahren wurden 1977 von dem deutschen Scientologen Franz Morell und seinem Schwiegersohn, dem Ingenieur Erich Rasche, als MORA-Therapie eingeführt.
Um nicht weiter in die Nähe von Scientology gerückt zu werden, benannten sich in den 1990er Jahren mehrere bedeutende Therapeutenvereinigungen um und verbannten „Bioresonanz“ aus ihrer Namensgebung. So existieren ähnliche Verfahren unter den Namen Biokommunikations-, Bicom-, Multicom- und Multiresonanztherapie, Biophysikalische Informationstherapie (BIT), Diagnostische Resonanztherapie (DRT), Sequentielle Frequenzdiagnostik, Lykotronik-Therapie, SomaDyne, VegaSTT oder Matrix-Regenerationstherapie.

## Verfahren
Zur Messung berührt der Proband über mindestens zwei Elektroden ein Gerät, dessen Funktionsweise von den Herstellern nicht offengelegt wird. Vermutlich messen sie den Hautwiderstand, ähnlich einem Lügendetektor, der Elektroakupunktur nach Voll (EAV) oder dem in der Scientology verwendeten E-Meter – L. Ron Hubbard, Gründer von Scientology, entwickelte ein „Radionics“-Gerät. Einige Geräte verstärken elektrische Signale im Niederfrequenzbereich wie der Verstärker einer Stereoanlage, wobei sich Krankheiten als vorgebliche Störung im Frequenzmuster zeigen sollen. Die Hersteller behaupten, dass durch das Verfahren ein elektromagnetisches Feld gemessen werde, das bei jedem Menschen individuell sei (individuelles Frequenzmuster) und alle biochemischen Vorgänge im Körper steure. Das Auslesen dieses Feldes geschehe über sogenannte „Skalarwellen“, die in der Physik weder bekannt sind noch je nachgewiesen wurden.
Für die von den Verfechtern der Bioresonanztherapie behaupteten normalen oder krankhaften Frequenzmuster wurden bisher keine Belege erbracht. Es sind auch keine physikalischen und biologischen Grundlagen für eine „Löschung“ solcher Frequenzmuster im Körper wissenschaftlich nachgewiesen, wie von den Vertretern der Bioresonanztherapie angenommen wird. Die Hersteller dieser Geräte bestätigen auf den entsprechenden Webseiten, dass es keine wissenschaftlichen Nachweise für die Funktionsweise ihrer Geräte gibt.

## Wirksamkeit
Einen Wirksamkeitsnachweis gibt es nicht, in der Literatur wird das Verfahren auch als Pseudowissenschaft bezeichnet, ferner führe es „Patienten in die Irre“. Auch Stiftung Warentest kam Anfang der 90er Jahre zum Fazit, dass Bioresonanztherapie „als Spekulation und Irreführung der Patienten gelten“ müsse. Infolgedessen kann das Verfahren die Gesundheit des Patienten gefährden. So werden entweder vermeintliche Krankheiten behandelt, die der Patient gar nicht hat, oder es werden Krankheiten nicht erkannt und damit eine wirksame Therapie verhindert, beispielsweise bei Krebsleiden.
Eine große Zahl von wissenschaftlichen Studien konnte zeigen, dass Bioresonanztherapie nicht wirksam zur Allergiebehandlung ist.
Die Bioresonanzgeräte (z. B. Bioscan-SWA oder Vieva Vital-Analyser) wurden anhand verschiedener Probanden und Patienten untersucht, bestehende Diagnosen erkrankter Patienten wurden nicht erkannt. Außerdem konnten die Geräte nicht zwischen lebender und toter Materie (Leberkäse, eine Leiche) unterscheiden. Wahrscheinlich generiert lediglich eine Software auf Basis eingegebener Eckdaten (Alter, Gewicht) entsprechende Gesundheitsparameter mit starken Standardabweichungen. Durch den Sportmanager Daniel Pugge wurde gezeigt, dass keine Signale von dem Gerät in den PC transferiert werden, eine Datenübertragung von der Handelektrode zum Gerät finde nicht statt. Insgesamt soll das Verfahren das Ziel haben, möglichst viele Nahrungsergänzungsmittel zu verkaufen. Zwei Geschäftsführer, die ein Gerät unter den Namen „Bioscan“ vertrieben hatten, wurden 2022 wegen gewerbsmäßigen Betruges und Verstößen gegen das Heilmittelwerbegesetz zu Haftstrafen ohne Bewährung verurteilt. Gemäß Gutachter messen die Geräte nichts außer den Strom, der durch die Kabel fließt, obwohl die Erfassung von bis zu 200 medizinischen Gesundheitsdaten versprochen wurde.
In der Schweiz hatte die Schweizerische Gesellschaft für Allergologie und Immunologie (SGAI) 1995 und 2006 auf die fehlende Wirksamkeit hingewiesen: Das Bundesamt für Gesundheit schloss sich dieser Stellungnahme an: „Gemäss der Studienlage gibt es keine kontrollierten wissenschaftlichen Studien, die eine Wirksamkeit der Bioresonanz-Therapie belegen, die über den Placeboeffekt hinausgeht.“ Dem schloss sich Walter Dorsch, Professor für Atemwegsmedizin, Allergologie und Naturheilkunde, an: „Bioresonanz ist seit Jahren als nicht wirksame Therapie bekannt und belegt.“

## Stellung der Krankenkassen und privater Krankenversicherer
Aufgrund des fehlenden wissenschaftlichen Wirksamkeitsnachweises des biophysikalischen Behandlungskonzepts ist die Bioresonanztherapie vom Gemeinsamen Bundesausschuss der Ärzte und Krankenkassen von der generellen Erstattungsfähigkeit in der Gesetzlichen Krankenversicherung in Deutschland ausgeschlossen worden. Eine Kostenerstattung durch eine Krankenkasse erfordert daher einen sog. Einzelfallentscheid von dieser. Auch private Krankenversicherer lehnen eine Übernahme der Behandlungskosten zum großen Teil mit der Begründung ab, dass die Bioresonanztherapie nicht wissenschaftlich anerkannt sei. Das gilt auch für einen großen Teil von Ergänzungstarifen, die nach dem Hufelandverzeichnis leisten, in welchem die Bioresonanztherapie aufgeführt ist.
In der Schweiz hingegen wird die Bioresonanztherapie von einigen Krankenkassen im Rahmen einer Zusatzversicherung finanziert.

## Film
- Dubiose Bioresonanz: Wie mit fragwürdigen Untersuchungen Verbraucher verunsichert werden. (Memento vom 6. Januar 2019 im Internet Archive) Report München, Bayerischer Rundfunk, Januar 2018
- Dubiose Bioresonanz, Kontrovers, Bayerischer Rundfunk, Oktober 2018
- Abzocke mit Bioscannern in der Apotheke. Plusminus - Das Erste, 19. Juni 2019, archiviert vom Original am 21. Juni 2019.